# Șevcenkove, Illinți
Șevcenkove (în ucraineană Шевченкове) este un sat în comuna Jornîșce din raionul Illinți, regiunea Vinnița, Ucraina.

## Demografie
Componența lingvistică a localității Șevcenkove
     Ucraineană (99,24%)
     Alte limbi (0,76%)
Conform recensământului din 2001, majoritatea populației localității Șevcenkove era vorbitoare de ucraineană (99,24%), existând în minoritate și vorbitori de alte limbi.